# Ittervoort

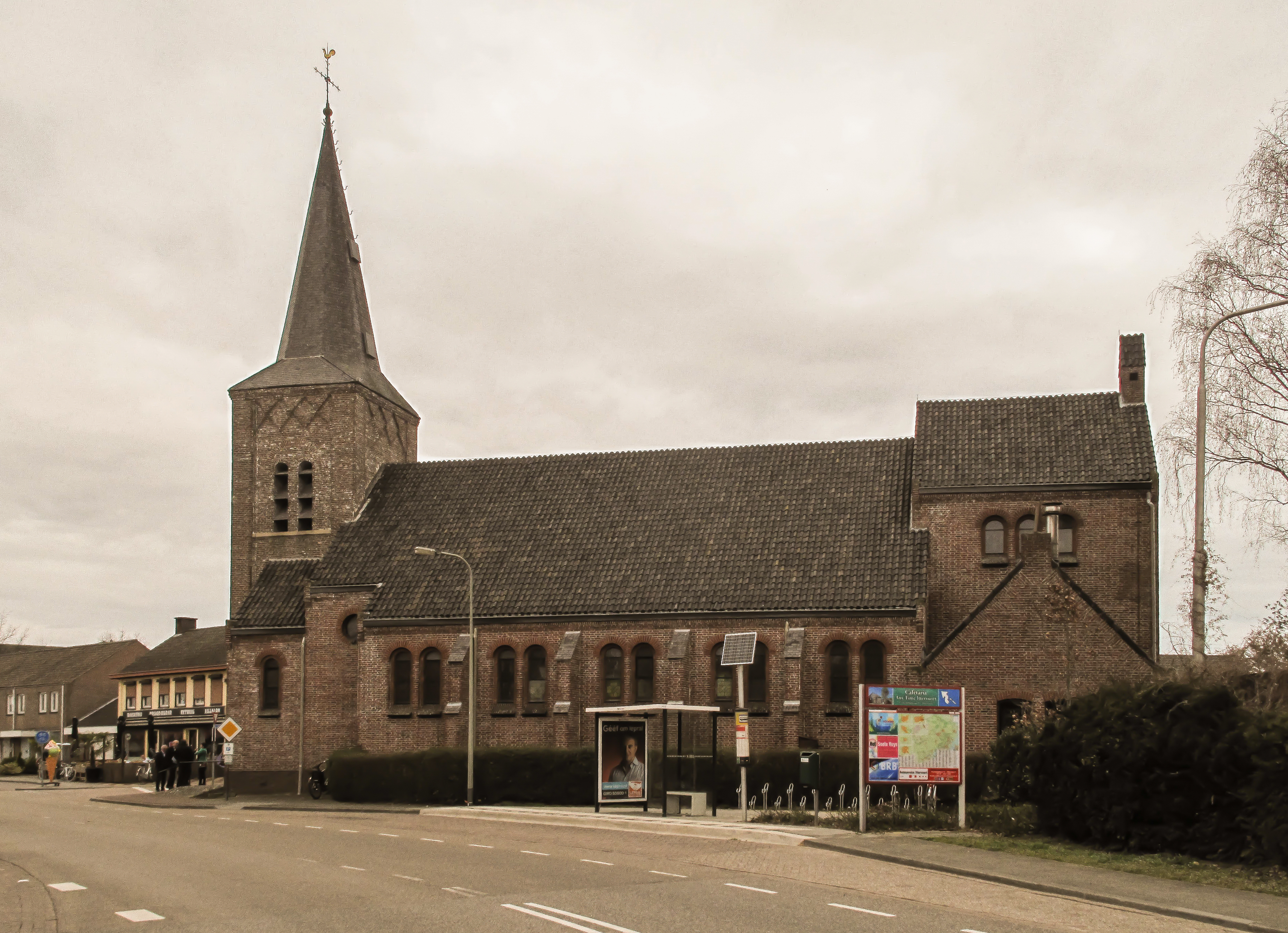
Ittervoort, église: de Sint Margarethakerk

Ittervoort est un village néerlandais situé dans la commune de Leudal, dans la province du Limbourg néerlandais. Le 1er janvier 2007, le village comptait 1 879 habitants.

## Histoire
Le 1er juillet 1942, la commune d'Ittervoort perd son indépendance. Elle est alors rattachée à la commune de Hunsel.